# Dvorský maršálek
Dvorský maršálek (německy Hofmarschall), případně dvorní maršálek nebo také nejvyšší maršálek, královský maršálek, případně maršálek královského dvora byl dvorským, nikoliv zemským úředníkem. Původně byl správcem knížecích (královských) stájí (marschalcus, podkoní – agazo) a velitelem panovníkova ozbrojeného průvodu při jeho cestách. Naproti tomu nejvyšší zemský maršálek, případně nejvyšší maršálek Království českého jmenovaný z panského stavu byl v Čechách třetím nejvyšším zemským úředníkem (po nejvyšším purkrabí a nejvyšším hofmistru), na Moravě dokonce druhým po zemském hejtmanovi. Rozhodoval spory o šlechtickou čest. Původně byl společný pro Čechy i Moravu, po roce 1625 pouze pro Čechy. Dvorský maršálek dohlížel nad životem dvora a jeho stykem navenek. V porovnání se zemským úřadem byla tato dvorská pozice kompetenčně bezvýznamná, král ji obsazoval podle své vůle. Mohl tak však vytvářet své politické centrum a pro tyto úředníky mohla být hodnost předstupněm jejich pozdější kariéry v nejvyšších zemských úřadech. Nicméně v Českém království dvorský maršálek zasedal vedle dvorského kancléře a dvorského hofmistra v tajné radě (Geheimer Rat), kterou zřídil Ferdinand I. Habsburský k 1. lednu 1527. Tajná rada byla nejdůležitějším poradním kolegiálním orgánem panovníka, řídila zahraniční politiku a ovlivňovala vnitřní.
Také královnin dvůr měl svého maršálka.
Ve Svaté říši římské se stal dvorský maršálek dědičným úřadem (Reichserbmarschall, vicemarescallus), hodnost obsazoval rod hrabat z Pappenheimu. Říšským arcimaršálkem (Reichs-Erzmarschall, archimarescallus) byl saský vévoda, který bdil nad pořádkem při říšských sněmech a při říšských slavnostech. Při slavnostních průvodech nosil před císařem meč, při císařské korunovaci vjížděl do hromady ovsa a trochu ho nabral do stříbrné nádoby jako připomínku prvotních funkcí maršálka.
Nejvyšší dvorský maršálek (Obersthofmarschall) císařského dvora patřil mezi čtyři nejvyšší dvorské úřady a příslušel mu soudní senát ve věcech soudnictví členů císařské rodiny.

## České království

### Seznam dvorských maršálků Českého království
- 1348 Těma z Koldic
- 1355–1356 Bušek II. z Velhartic
- 1360 Jan Bílý z Lucemburka
- 1369 Bohuslav
- 1380–1399 Jan Čuch ze Zásady na Lobkovicích
- 1408–1411 Valentin z Chodče
- 1416–1417 Slavibor Vrš z Modřejovic
- 1418 Kolman
- 1418 Pecmen
- 1418 Jindřich Žakavec z Lažan
- 1453–1461 Bořita II. z Martinic na Smečně
- 1461 Jakobín z Kochanova
- 1468–1471 Mikuláš Svitáček z Landštejna[1]
- 1474–1479 Jan z Rýzmberka a z Rabí[1]
- 1479–1486 (leden) Kryštof Oppl z Fictum na Novém Šumburce († leden 1486)[2]
- 1485 Jan z Roupova[1]
- 1491–1504 Václav Čéč z Nemyčevsi[1]
- 1512–1513 (20. 8.) Mikuláš Žďárský ze Žďáru († 20. 8. 1513)[3]
- 1516–1522 Hynek Bořita z Martinic
- 1527–1530 Hanuš Pluh z Rabštejna na Bečově
- 1535 Petr Rašín z Rýzmberka
- 1542–1571 Ladislav II. Popel z Lobkowicz na Chlumci a Jistebnici (1501 – 18. 12. 1584 Praha-Malá Strana)[4]
- 1571–1586 Jaroslav I. Smiřický ze Smiřic na Černém Kostelci (1513 – 18. 11. 1597)[5]
- 1589–1597 Václav Berka z Dubé na Rychenburce
- 1600–1604 Vilém Slavata z Chlumu a Košumberka (1. 12. 1572 Čestín – 19. 1. 1652 Vídeň)[5]
- 1605–1607 Adam ml. z Valdštejna na Hrádku nad Sázavou (1569/1570–1638)[6]
- 1609–1618 Jaroslav Bořita z Martinic na Smečně (6. 1. 1582 – 21. 11. 1649 Praha)[7]
- ? – 1623 Jaroslav Bořita z Martinic na Smečně (6. 1. 1582 – 21. 11. 1649 Praha)
- 1625 (16. 5.) – 1637 (19. 1.) Vilém Zdeněk Wratislav z Mitrowicz (1576 – 19. 1. 1637)
- 1637 (2. 3.) Rudolf z Valdštejna
- 1640 (9. 8.) – 1648 František Karel Matyáš ze Šternberka (26. 9. 1612 – 9. 8. 1648 Praha)
- 1648 (14. 4.) – 1653 (17. 5.) Florián Jetřich ze Žďáru († 17. 5. 1653)
- 1672 (26. 3.) – 1708 (25. 1.) Václav Vojtěch ze Šternberka (1643 – 25. 1. 1708 Praha)

### Seznam dvorských podmaršálků Českého království
- 1401–1406 Valentin z Chotce
- 1406 Mašík z Chvalovic

### Seznam maršálků králové v Českém království
- 1361 Albrecht starší z Kolowrat († 5. 7. 1391)
- 1415–1419 Mikuláš Húžwic (Húgwic) z Tuhance

## Svatá říše římská a Rakouské císařství
Nejvyšší dvorský maršálek (kaiserlicher Obersthofmarschall) byl v 19. století nejvyšší instancí v právních záležitostech dvora, pokud ovšem o nich podle habsburského rodinného řádu z roku 1839 nerozhodoval sám panovník. Zastával funkci předsedy dvorského soudu, kde se projednávaly spory členů panovnického rodu, vyřizovaly se jejich právní záležitosti včetně závětí, řešily se kauzy zahraničních diplomatů a v Rakousku usazených příslušníků jiných panovnických rodů, kteří měli právo exteritoriality.

### Seznam nejvyšších maršálků císařského dvora
Úřad nejvyššího maršálka císařského dvora zastávali:
- 1527–1528 Wolfgang Volckhra
- 1539–1541 Melichar (Melchior) z Lambergu († 19. 5. 1550 Vídeň)
- 1544 Baltazar z Presingenu, svobodný pán zum Stein
- 1544–1565 Jan III. z Trautsonu (kolem 1507 – 29. 12. 1589 Praha)[11]
- 1559–1563 (?) Linhart z Harrachu[zdroj?]
- 1563 (?) Georg Gienger (zastupující správce úřadu dvorského maršálka ?)
- Ludvík Ungnad zu Sonneck (?)
- 1576–1580 (?) Oto Jindřich ze Schwarzenbergu
- 1581–1600 Pavel Sixt z Trausonu (v letech 1581–1590 pouze jako správce úřadu)
- 1600–1606 (30. 7.) Jakub z Breuneru
- 1606 (1. 9.) – 1612 (20. 1. ?) Arnošt z Mollartu
- 1612 (1. 8.) – 1626 Volf Zikmund z Losensteinu
- 1626 (?) – 1631 Jiří Ludvík ze Schwarzenbergu
- 1631 (4. 8.) – 1637 (15. 2.) Leonard VII. z Harrachu (1594–1645)
- 1653 (1637[12]) – 1671 (21. 6.1672[12]) Jindřich Vilém ze Starhembergu (1593–1675)
- 1671 (červenec) – 1674 (červenec) Ferdinand Bonaventura z Harrachu (14. 7. 1636 – 15. 6. 1706 Karlovy Vary), správce úřadu[12]
- 1674 (6. 8.) – 1676 (29. 12. 1678[12]) František Eusebius z Pöttingu (1627–1678), jmenován už v roce 1671 během svého pobytu jako velvyslanec ve Španělsku[13]
- 1676 (4. 1. 1679[12]) – 1683 (20. 4.) Albrecht VII. Zinzendorf (1619–1683)
- 1683 (20. 4.) – 1684 (13. 8.) František Augustin z Valdštejna (1628–1684)
- 1684 (8. 2. 1685[12]) – 1692 (12. 10.) Ferdinand Vilém Eusebius ze Schwarzenbergu (1652–1703)
- 1692 (23. 10.) – 1694 (10. 2.) Gottlieb Amadeus z Windischgrätze (13. 3. 1630 Řezno – 25. 12. 1695 Vídeň)
- 1694 (12. 4.) – 1701 (5. 9.) Jindřich František z Mansfeldu (1640–1715)
- 1701–1704 (květen/červen 1705[14]) Jiří Adam II. Bořita z Martinic (1645 – 24. 7. 1714 Praha)
- 1704 (19. 6. 1705[14]) – 1708 (21. 10.) Karel Arnošt z Valdštejna (4. 5. 1661 Dobrovice/Vídeň? – 7. 1. 1713 Vídeň)
- 1708 (21. 10.) – 1711 (říjen) Maxmilián Quido z Martinic (16. 3. 1664 Praha – 30. 6. 1733 Vídeň)
- 1711 (4. 11.) – 1722 (15. 4.) Adam František ze Schwarzenbergu (25. 9. 1680 Linec – 11. 6. 1732 Brandýs nad Labem)
- 1722 (25. 5.) – 1726 (5. 11. 1724[14]) Jan Kašpar II. Cobenzl (1664–1742)
- 1726 (24. 1. – 2. 2.) Jeroným IV. z Colloredo-Waldsee (12. 3. 1674 Udine – 2. 2. 1726 Vídeň)
- 1726 (29. 8.) – 1729 (12. 4.) Jan Baptista z Colloreda (1654–1729))
- 1729 (29. 4.) – 1735 (6. 1.) Adolf Bernard z Martinic (1680?–1735)
- 1735 (19. 11.) – 1742 (19. 11.) Jindřich Josef z Auerspergu (24. 6. 1697 Vídeň – 9. 2. 1783 Vídeň)
- 1742 (19. 11.) – 1745 (26. 9.) Jan Josef z Khevenhüller-Metsche (1706–1776)
- 1745 (15. 10.) – 1754 (prosinec ? 1749[14]) Karel Maxmilián z Ditrichštejna (28. 4. 1702 Brno – 24. 10. 1784 Mikulov)[15]
- 1754–1763 Josef I. Adam ze Schwarzenbergu (25. 12. 1722 Vídeň – 17. 2. 1782 Vídeň)
- 1763–1764 Maxmilián Guidobald Cavriani (1704–1776)
- 1763–1776 Karel Maria Saurau
- 1776–1789 Eugen Václav Bruntálský z Vrbna (1728–1789)
- 1789–1797 Arnošt Kryštof z Kounic (6. 6. 1737 Vídeň – 19. 5. 1797 Vídeň)
- 1797 František Xaver z Khevenhüller-Metsche (1737–1797)
- 1798–1811 Antonín Gotthard ze Schaffgotsche (1721–1811)
- 1811–1819 Jan Josef Maria Wilczek (1738–1819)
- 1819–1826 Filip Karel z Oettingen-Wallersteinu (1759–1826)
- 1826–1828 Jáchym Egon z Fürstenbergu (1749–1828)
- 1828–1834 Rudolf Josef z Colloredo-Mannsfeldu (1772–1843)
- 1834–1846 Jan Petr II. Goëss (1774–1846)
- 1846–1856 Bedřich Karel z Fürstenbergu (1774–1856)
- 1856–1871 František Serafín z Kuefsteinu (1794–1871)
- 1871–1884 Jan Larisch-Mönnich (1821–1884)
- 1884–1896 Antal Szécsen von Temerin (1819–1896)
- 1896–1911 Adalbert Cziráky (1852–1911)
- 1911–1918 August Zichy (1852–1925)

## Rakouské země
Přestože má úřad ve svém názvu zemský, dědičností a charakterem se spíše řadí k dvorským úřadům. 

### Horní a Dolní Rakousy
Úřad nejvyššího zemského maršálka obojích Rakous byl v roce 1228 udělen Jindřichu z Kuenring-Weitry. Úřad se dědil v jeho rodině, ale protože  Kuenringové podporovali krále Přemysla Otakara II., Rudolf I. Habsburský jim úřad v roce 1277 odňal. Téhož roku ho udělil pánům z Maißau. Po jejich vymření připadl úřad maršálka kolem roku 1440 pánům z Wallsee. Poslední příslušník rodu zemřel v roce 1483, načež v roce 1489 přešel tento dědičný úřad na jejich dědice, hrabata ze Schaunbergu. Když  Wolfgangem II. v roce 1559 vymřel rod hrabat ze Schaunbergu, nezískali dědičný úřad jeho hlavní dědicové Starhembergové, protože byli protestantského vyznání. Dědičný úřad přešel v roce 1560 na svobodné pány Hofmanny z Grünbüchelu, kteří si už v roce 1541 zajistili právo na úřad maršálka. Protože se však Hofmanni zúčastnili povstání, které vypuklo v Horních Rakousích po smrti císaře Matyáše, vyhradil si císař Ferdinand II. dědičný úřad k dispozici a v roce 1625 jej jako léno propůjčil knížatům z Eggenbergu, z nichž poslední zemřel v roce 1717. Od tohoto roku zastávali dědičný úřad Starhembergové.
Dědičný maršálek měl kdysi různé vojenské výsady i povinnosti a bohaté požitky. Od roku 1449 byla k úřadu maršálka připojena panství Ober-Wallsee v Horních a Senftenberg v Dolních Rakousích. Během slavností a obřadů jezdil maršálek s obnaženým mečem před panovníkem nebo stál vedle něho.
- 1228–? Jindřich z Kuenring-Weitry
- ?–1559 Wolfgang II. ze Schaunbergu
- 1625–1634 Jan Oldřich z Eggenbergu[17] (1568 Štýrský Hradec – 18. 10. 1634 Lublaň)
- 1634–1649 Jan Antonín I. z Eggenbergu (5. 2. 1610 Vídeň – 12. 2. 1649 Lublaň)
- –1713 Jan Seyfried z Eggenbergu (13. 8. 1644 – 5. 11. 1713 Štýrský Hradec)
- 1713–1716 Jan Antonín II. z Eggenbergu (1669–1716)
- 1716–1717 Jan Kristián II. z Eggenbergu (10. 3. 1704 – 23. 2. 1717), poslední z rodu
- 1717–1745 Gundakar Tomáš ze Starhembergu[18] (14. 12. 1663 Vídeň – 6. 6. 1745 Praha)
- 1745–1760 Otto Gundakar ze Starhembergu (14. 10. 1720 – 4. 8. 1760 Pottendorf)
- 1760–1804 Gundakar František ze Starhembergu (3. 4. 1747 – 6. 9. 1804 Prešpurk (Bratislava))
- 1804–1842 Antonín Gundakar ze Starhembergu[19] (26. 3. 1776 – 12. 10. 1842 Bergheim)
- 1842–1859 Karel Gundakar ze Starhembergu[20] (27. 3. 1777 – 3. 10. 1859), hrabě
- 1860–1872 Kamil Rüdiger ze Starhembergu[21] (9. 9. 1804 – 9. 6. 1872 Vídeň), 4. kníže (od 7. 4. 1860)
- 1872–1900 Kamil Jindřich ze Starhembergu[22] (31. 7. 1835 Celje – 3. 2. 1900 Vídeň), 5. kníže
- 1900–1918 Ernst Rüdiger I. ze Starhembergu (30. 11. 1861 zámek Bergheim – 16. 11. 1927 zámek Auhof), 6. kníže

### Štýrsko
Úřad dědičného zemského maršálka (Erblandmarschall) zastávali Plankenwarter (1228, 1237), páni z Wildonu (1276 – po 1325), páni z Pettau (až do roku 1428), hrabata z Schaunbergu (1428–1559), svobodní páni Hoffmanové (1559 (1560) – 1625), hrabata ze Saurau (22. 3. 1625 (nejvyšší dědičný maršálek – Obersterbmarschall) – 1836). V roce 1848 nebyl úřad obsazen. K úřadu náleželo panství Frauheim (Dolní Štýrsko) a úřad Kleinsölk.

### Korutany
Od roku 1639 přináležel čestný úřad nejvyššího dědičného zemského maršálka Korutan (Oberst-Erbland-Marschall in Kärnten) rodu Wagenspergů. Úřad zastávala hrabata i v roce 1848.

### Kraňsko a vindická marka
V roce 1463 získali dědičně hodnost zemského maršálka (Oberst-Erbland-Marschall in Krain) a zároveň (nebo už 1407) nejvyššího komorníka Kraňska Auerspergové. Úřad zastávali i v roce 1848.
- 1463–1466 Engelhart I. (1404–1466)

### Tyrolsko
Od 7. září 1780 byli dědičnými zemskými maršálky v Tyrolsku (Oberst-Erblandmarschall in Tirol) Auerspergové. Úřad zastávali i v roce 1848.
- 1531–1531 Jan II. z Trautsonu († 15. 2. 1531)
- 1531–? Jan III. z Trautsonu (kolem 1507 – 29. 12. 1589 Praha)
- Baltazar II. z Trautsonu († mezi 19. 5. 1590 a 21. 7. 1597 Rovereto)
- ?–1663 Jan František z Trautsonu[26] (4. 8. 1609 Vídeň – 26. 3. 1663 Vídeň)
- ?–1724 (28. 10.) Jan Leopold z Trautsonu (2. 5. 1659 Vídeň – 28. 10. 1724 Sankt Pölten)
- 1724 (28. 10.) – 1775 (3. 10.) Jan Vilém z Trautsonu  (5. 1. 1700 Vídeň – 3. 10. 1775 Vídeň)
- ?–1867 Vincenc Karel z Auerspergu[27] (15. 7. 1812 Dornbach u Vídně – 7. 7. 1867 Hietzing)
- 1867–1918 František Josef z Auerspergu (20. 10. 1856 Vídeň – 19. 11. 1938 Slatiňany)

### Gorice a Gradiška
Dědičný úřad (Oberst-Erbland-Marschall in der gefürsteten Grafschaft Görz und Gradisca) zastával rod hrabat z Thurn-Valsassiny (rod Thurn-Valsassina-Villalta-Spessa – jeho první linie Villalta) od roku 1664. Zároveň zastávali úřad nejvyššího dědičného komorníka nad stříbrem v Korutanech a větev Thurn-Valsassina-Como-Vercelli také úřad nejvyššího dědičného zemského hofmistra v Kraňsku.
- ?–1846 Antonín Thurn-Valsassina[zdroj?] (1774 Gorice – 7. 9. 1846 Gorice)
- 1846–1879 Ludvík z Thurn-Valsassiny[29] (30. 10. 1805 Vídeň – 16. 1. 1879)
- 1879–1912 Ludvík František z Thurn-Valsassiny[30] (30. 10. 1855 Vídeň – 10. 7. 1912 Ziracco)

### Salcbursko
V roce 1848 zastával úřad (Oberst-Erbland-Marschall im Herzogtum Salzburg) rod hrabat z Lodronu.
- ?–1880 Konstantin z Lodronu[31] (18. 4. 1806–1880)